# Cá ép
Họ Cá ép hay Họ Bám tàu, đôi khi gọi là cá giác mút là một họ cá có thân hình dài, theo truyền thống xếp trong Bộ Cá vược, nhưng gần đây được cho là xếp trong bộ Cá khế (Carangiformes) của nhóm Carangimorphariae (= Carangimorpha/Carangaria). Chúng có chiều dài chừng 30–90 cm với một đặc điểm nổi bật là vây lưng phía trước của chúng biến đổi thành giác mút có thể đóng hoặc mở giúp cá ép tạo ra một lực hút nhằm bám dính vào các sinh vật biển (và thậm chí là các tàu thuyền kích cỡ nhỏ) để "đi nhờ". Đồng thời, để tăng cường độ bám, chúng trượt người về phía sau và khi muốn thoát ra khỏi vật chủ, chúng trượt về phía trước. Khi không đi nhờ, cá ép vẫn có khả năng bơi rất tốt với quỹ đạo bơi có hình sin hay theo hình đường cong. Tuy nhiên, cơ thể chúng không có bong bóng cá.
Khu vực sinh sống chủ yếu của cá ép là miền nhiệt đới, thường là các vùng nước có nhiệt độ ôn hòa hay các vùng duyên hải nếu như vật chủ của chúng là các loài cá lớn sinh sống ở đấy. Ở miền Trung của Đại Tây Dương, mùa sinh sản diễn ra vào tháng 7 và tháng 8 còn ở Địa Trung Hải là tháng 8 và tháng 9. Giác bám bắt đầu hiện rõ khi cá con đạt chiều dài chừng 1 cm và trở nên hoàn chỉnh khi cá đạt chiều dài 3 cm; lúc đó cá con đã có thể bám vào những con cá lớn để đi nhờ. Hàm dưới của cá ép nhô ra phía trước hàm trên.
Một số loài cá ép có xu hướng chỉ thích bám vào một số loại vật chủ nhất định. Vật chủ thông thường là cá mập, cá đuối áo choàng, cá voi, rùa và bò biển. Những loài cá ép nhỏ hơn cũng có thể bám vào các vật chủ nhỏ như cá hồi hay cá kiếm, thậm chí một số cá ép nhỏ còn bơi tung tăng trong miệng hay mang của cá mặt trăng, cá đuối, cá kiếm hay cá buồm.
Mối quan hệ giữa cá ép với vật chủ của chúng thông thường mang tính chất hội sinh, cụ thể là thuộc dạng "đi nhờ". Vật chủ thường không được lợi gì trong mối quan hệ này nhưng thiệt hại cũng không đáng kể. Còn cá ép nhờ có vật chủ mà chúng được bảo vệ khỏi các loài cá dữ, được vật chủ cho quá giang miễn phí và thậm chí có thể ăn vụng một số thức ăn mà vật chủ làm rơi rớt. Thức ăn của cá ép cũng có thể là phân của vật chủ, tỉ như các mẫu phân được tìm thấy trong các loài cá ép Echeneis naucrates và E. neucratoides.. Tuy nhiên, đối với một số loài cá ép khác, mối quan hệ này là hỗ sinh khi cá ép trả công cho vật chủ bằng cách ăn thịt các loài ký sinh và vi khuẩn bám trên người vật chủ.

## Phân loài

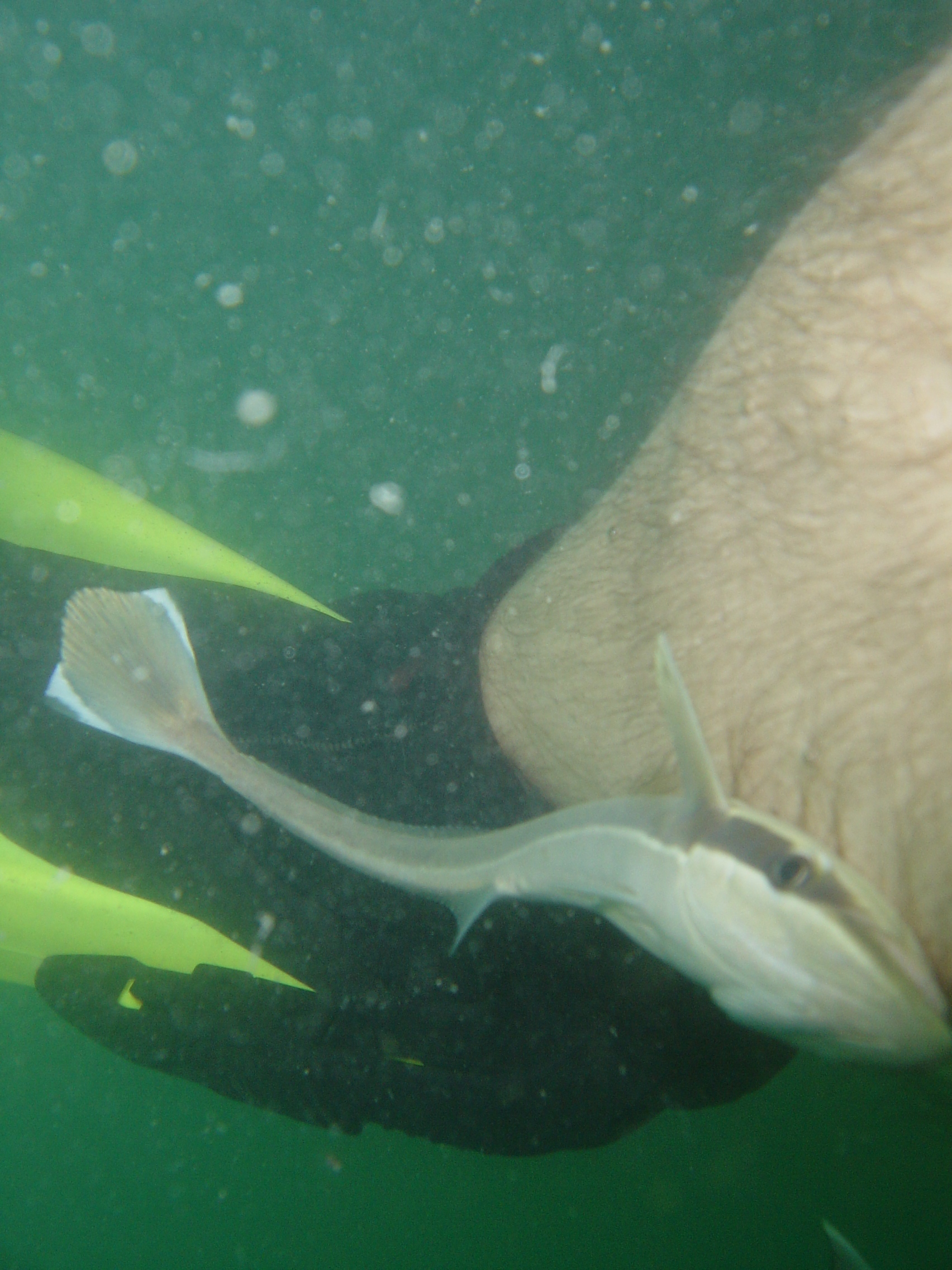
Một số loài cá ép, tỉ như loài Echeneis naucrates này, có thể bám vào cả những thợ lặn để đi nhờ

Có tổng cộng 8 loài cá ép, phân bổ trong 4 chi:
- Chi Bám tàu (Echeneis)
  - Cá ép mảnh, Echeneis naucrates Linnaeus, 1758.
  - Cá ép vây trắng, Echeneis neucratoides Zuiew, 1786.
- Chi Phtheirichthys
  - Cá giác mút thon, Phtheirichthys lineatus (Menzies, 1791).
- Chi Cá ép (Remora)
  - Cá ép ngắn trắng, Remora albescens (Temminck & Schlegel, 1850).
  - Whalesucker, Remora australis (Bennett, 1840).
  - Cá ép đầu lao, Remora brachyptera (Lowe, 1839).
  - Cá giác mút Marlin, Remora osteochir (Cuvier, 1829).
  - Cá ép thông thường, Remora remora (Linnaeus, 1758).

## Ứng dụng trong ngư nghiệp
Đôi khi cá ép được các ngư dân sử dụng để bắt rùa biển. Đại để, người ngư dân sẽ cột một sợi dây vào đuôi cá và thả nó xuống nước khi họ phát hiện ra sự hiện diện rùa biển. Lúc đó, theo tập tính cá ép sẽ bơi tới chỗ rùa biển và bám dính vào rùa; thế là người ngư dân cầm dây kéo cả cá lẫn rùa lên. Những con rùa nhỏ có thể được dễ dàng lôi vào thuyền, nhưng đối với những con rùa lớn, người ngư dân chỉ có thể khống chế nó trong khoảng gần thuyền để sử dụng lao móc bắt rùa. Phương pháp đánh cá này được sử dụng trên vùng Ấn Độ Dương, đặc biệt là ở bờ biển Đông Phi gần Zanzibar, Mozambique, và ở phía Bắc Úc gần Bán đảo Mũi York và eo biển Torres.
Một số ghi nhận cho thấy phương pháp tương tự cũng được sử dụng ở Nhật Bản và châu Mỹ. Một số ghi nhận đầu tiên của phương Tây về những con "cá bắt cá" nằm trong các ghi chép về chuyến hải hành thứ hai của Christopher Columbus. Tuy nhiên, theo, Leo Wiener, những ghi chép của Columbus tỏ ra không chính xác, vì what was taken for accounts of the Americas may have in fact been notes that Columbus derived from accounts of the East Indies, his desired destination.

## Cá ép trong thần thoại
Trong thời cổ, cá ép được tin là có khả năng "cầm chân" tàu bè khiến chúng không thể di chuyển được. Cái tên "remora" của ca ép là một từ tiếng La Tinh có nghĩa là "trì hoãn", trong khi tên khoa học Echeneis bắt nguồn từ hai từ của tiếng Hy Lạp: echein ("cầm giữ, bám") và naus ("tàu thuyền"). Theo Plinus Trẻ, cá ép là "thủ phạm" gây ra thất bại của Marcus Antonius trong Trận Actium và là kẻ gián tiếp gây ra cái chết của Hoàng đế Caligula. Một phiên bản hiện đại của câu chuyện này được miêu tả bởi Jorge Luis Borges trong tác phẩm El libro de los seres imaginarios ("Quyển sách về những sinh vật tưởng tượng" - 1957).
Cấu tạo hàm đặc biệt (hàm dưới nhô ra phía trước so với hàm trên) cùng với hình dạng của giác mút khiến đôi khi cá ép bị tưởng lầm là bơi ngửa với phần bụng ngỏng lên trời. Điều này khiến trước đây cá ép thường bị gọi với cái tên là reversus - mặc dù cái tên này cũng bắt nguồn từ việc cá ép thật sự "nằm ngửa" khi nó bám vào mặt lưng hay phần trên của vật chủ.
- Giác mút nhìn từ trên xuống
- Một con Cá nhám vú em với lũ cá ép bám trên người nó
- Cá ép đang đi nhờ một con Cá đuối áo choàng
- Bò biển cũng là đối tượng xin đi nhờ của cá ép (Đảo Lamen, Epi, Vanuatu)